# Deep (研ナオコのアルバム)
『Deep』（ディープ）は、研ナオコの14枚目のオリジナルアルバム。
1985年11月1日発売。販売・発売元はキャニオン・レコード。規格品番は、C28A-0444（LPレコード）、D32A-0125（CD）、28P-6483（CT）。

## 解説
前作『名画座』以来、約1年ぶりのオリジナルアルバム。
Toshi & Naoko名義でリリースされた「夏ざかりほの字組」をはじめ、「六本木レイン」「帰愁」他全10曲を収録している。

## 収録曲

### LPレコード／コンパクトカセット
| #         | タイトル               | 作詞       | 作曲       | 編曲      | 時間  |
| --------- | ---------------------- | ---------- | ---------- | --------- | ----- |
| 1.        | 「悲しいオペラ」       | 森雪之丞   | 山本達彦   | 鷺巣詩郎  | 4:34  |
| 2.        | 「ヴェネツィアの情事」 | 売野雅勇   | 後藤次利   | 後藤次利  | 3:53  |
| 3.        | 「六本木レイン」       | 売野雅勇   | 吉田拓郎   | 船山基紀  | 4:19  |
| 4.        | 「案山子」             | 大沢孝子   | 桐ヶ谷仁   | 鷺巣詩郎  | 4:51  |
| 5.        | 「帰愁」               | 松任谷由実 | 松任谷由実 | 鷺巣詩郎  | 4:00  |
| 合計時間: | 合計時間:              | 合計時間:  | 合計時間:  | 合計時間: | 21:37 |

| #         | タイトル                            | 作詞       | 作曲       | 編曲               | 時間  |
| --------- | ----------------------------------- | ---------- | ---------- | ------------------ | ----- |
| 1.        | 「夏ざかりほの字組」(Toshi & Naoko) | 阿久悠     | 筒美京平   | 新川博             | 3:15  |
| 2.        | 「日本人形」                        | 松本隆     | 細野晴臣   | 細野晴臣・清水信之 | 3:50  |
| 3.        | 「ジェラシー」                      | 五輪真弓   | 五輪真弓   | 奥慶一             | 3:54  |
| 4.        | 「行き暮れて」                      | 落合恵子   | 桜井順     | 奥慶一             | 3:30  |
| 5.        | 「Déjà-vu (予知夢)」                | さだまさし | さだまさし | 新川博             | 3:55  |
| 合計時間: | 合計時間:                           | 合計時間:  | 合計時間:  | 合計時間:          | 18:24 |

### CD
| #         | タイトル                            | 作詞       | 作曲       | 編曲               | 時間  |
| --------- | ----------------------------------- | ---------- | ---------- | ------------------ | ----- |
| 1.        | 「悲しいオペラ」                    | 森雪之丞   | 山本達彦   | 鷺巣詩郎           | 4:34  |
| 2.        | 「ヴェネツィアの情事」              | 売野雅勇   | 後藤次利   | 後藤次利           | 3:53  |
| 3.        | 「六本木レイン」                    | 売野雅勇   | 吉田拓郎   | 船山基紀           | 4:19  |
| 4.        | 「案山子」                          | 大沢孝子   | 桐ヶ谷仁   | 鷺巣詩郎           | 4:51  |
| 5.        | 「帰愁」                            | 松任谷由実 | 松任谷由実 | 鷺巣詩郎           | 4:00  |
| 6.        | 「夏ざかりほの字組」(Toshi & Naoko) | 阿久悠     | 筒美京平   | 新川博             | 3:15  |
| 7.        | 「日本人形」                        | 松本隆     | 細野晴臣   | 細野晴臣・清水信之 | 3:50  |
| 8.        | 「ジェラシー」                      | 五輪真弓   | 五輪真弓   | 奥慶一             | 3:54  |
| 9.        | 「行き暮れて」                      | 落合恵子   | 桜井順     | 奥慶一             | 3:30  |
| 10.       | 「Déjà-vu (予知夢)」                | さだまさし | さだまさし | 新川博             | 3:55  |
| 合計時間: | 合計時間:                           | 合計時間:  | 合計時間:  | 合計時間:          | 40:01 |

## 楽曲解説
1. 悲しいオペラ
2. ヴェネツィアの情事
3. 六本木レイン
  - 36thシングル。
4. 案山子
5. 帰愁
  - アルバムと同時発売された37thシングルで、松任谷由実のカバー。
  - 同年の『第36回NHK紅白歌合戦』に出場し、同曲を披露した[2]。
6. 夏ざかりほの字組
田原俊彦とのデュエットシングル（Toshi & Naoko名義）。
7. 日本人形
8. ジェラシー
  - 五輪真弓が1980年に発売したアルバム『恋人よ』[3]に収録されている楽曲のカバー。
9. 行き暮れて
  - 豊島たづみが1979年に発売したシングル曲のカバー。
10. Déjà-vu (予知夢)